# Plectranthias sheni
Plectranthias sheni är en fiskart som beskrevs av Chen och Shao 2002. Plectranthias sheni ingår i släktet Plectranthias och familjen havsabborrfiskar. Inga underarter finns listade i Catalogue of Life.